# Anagale
Anagale es un género extinto de mamífero anagaloideo que vivió durante el Oligoceno entre 33 a 28 millones de años.
Este mamífero medía alrededor de 30 cm, se parecía mucho a un conejo con cola larga y orejas cortas, aunque no podía saltar. La fisonomía de las patas inferiores, más largas y con garras en forma de pala indica que Anagale se movía sin saltar. 
Se han encontrado sus restos fósiles en Mongolia. Los dientes de muchos ejemplares están desgastados, probablemente porque se alimentaba de invertebrados subterráneos como escarabajos, lombrices, cochinillas e ingería tierra accidentalmente. Fue descrito por el paleontólogo Simpson en 1931.